# Ekkehard Stärk
Ekkehard Stärk (* 2. Januar 1958 in Freiburg im Breisgau; † 16. September 2001 in Leipzig) war ein deutscher Altphilologe, der ab 1992 als Professor für Latinistik an der Universität Leipzig wirkte.

## Leben
Ekkehard Stärk war der zweite Sohn des Zoologen Otto Julius Stärk, der als Professor an der Universität Freiburg wirkte. Er besuchte von 1968 bis 1977 das mathematisch-naturwissenschaftlich ausgerichtete Wentzinger-Gymnasium. Nach dem Abitur wollte er Philosophie, Deutsch und Geschichte studieren, erhielt jedoch keinen Studienplatz und nutzte die Zeit, um das große Latinum nachzuholen, das für die Fächer vorgeschrieben war. Die Beschäftigung mit der lateinischen Sprache regte ihn dazu an, Latein im Hauptfach zu studieren (ab dem Sommersemester 1978). Das Graecum, das er zu diesem Zweck absolvierte, führte ihn zu seinem zweiten Hauptfach, Griechisch. Sein großer Studienerfolg brachte ihm ein Stipendium der Studienstiftung des deutschen Volkes ein.
In seiner Examensarbeit beschäftigte sich Stärk mit der Antikenrezeption des Komponisten Hermann Nitsch. Obwohl Stärk für diese Arbeit 1985 den Wissenschaftlichen Preis der Heidelberger Akademie der Wissenschaften erhielt und ihm Eckard Lefèvre schon 1983 angeboten hatte, mit der Arbeit zu promovieren, entschloss er sich, für sein Doktorat eine Dissertation im Bereich der römischen Komödie zu schreiben. Seine Dissertation Die Menaechmi des Plautus und kein griechisches Original stellte einen Meilenstein der Forschung dar und wurde mit dem Prädikat summa cum laude ausgezeichnet.
Nach einigen Jahren als Assistent in Freiburg habilitierte sich Stärk 1991 mit der Schrift Kampanien als geistige Landschaft: Interpretationen zum antiken Bild des Golfs von Neapel. Wenige Monate später erhielt er einen Ruf auf den neu eingerichteten Lehrstuhl für Latinistik der Universität Leipzig, wo er zum Wintersemester 1992/1993 seine Lehrtätigkeit aufnahm. Hier arbeitete er in führender Position am Neuaufbau des Instituts und der Bibliothek mit. Vom Sommersemester 1994 bis zum Wintersemester 1995/1996 war er Prodekan der Philosophischen Fakultät. Während dieser Jahre trieb Stärk die Forschung und Lehre der Leipziger Latinistik entscheidend voran.
Seit dem Sommer 1994 litt Stärk an einer erblichen Lungenkrankheit, die seine Arbeit teilweise einschränkte. Den Theodor-Mommsen-Preis, den er 1997 für seine Habilitationsschrift erhielt, konnte er nur unter großen Anstrengungen in Ercolano entgegennehmen. Eine Lungentransplantation im Sommer 1998 brachte nur einen Aufschub. Drei Jahre später starb er während der Vorbereitung zu einer zweiten Transplantation.